# Vaz Lobo
Vaz Lobo és un barri situat en la Zona Nord del municipi de Rio de Janeiro.
El seu IDH, l'any 2000, era de 0,807, el 83 millor del municipi de Rio. Es localitza entre els barris de Rocha Miranda, Cavalcanti, Vicente de Carvalho, Irajá, Madureira i Turiaçu.

## Història
La història del barri de Vaz Lobo es remunta a l'inici del segle xix, eren terres de l'antiga sesmaria de Campinho i pertanyia al Capità Francisco Inácio do Canto, i anys més tard va ser venuda a tercers. A mitjans del segle xix, Vaz Lobo estava ocupada per granges; una d'elles pertanyia la família Machado i al militar José Maria Vaz Lobo. A l'inici del segle xx, el barri encara tenia característiques rurals; amb el sòl pantanós, sent la seva vegetació composta bàsicament per un dens bosc i amb incomptables arbres fruiters. A partir de la dècada de 1910 els antics tramvies van començar a circular pel barri, en l'inici dels anys 20 els carrers del barri van començar a ser oberts i començaven a ser construïdes les primeres cases de totxos. Fins l'inici de la dècada de 70 els carrers no van començar a ser pavimentat i l'asfalt va començar a arribar al barri.
Té una gran església catòlica (Església de Cristo Rei) i una de les primeres cases de Candomblé de la Zona Nord, Inzo (casa de Naçao angola), dirigida per Tata Biole de Nkosi, fundada en el barri l'any de 1966.
Acull des del final del segle xix, el Cinema Vaz Lobo, antic punt de trobada de l'elit fluminenca, sent a l'època bastant visitat per la influent burgesia de la Zona Sud carioca que, amb els seus carruatges, anaven a Vaz Lobo a fi d'assistir a les produccions cinematogràfiques de l'època. Vaz Lobo va fer néixer el carnaval, sent el bressol d'una de les escoles de samba més antigues del Brasil, la União de Vaz Lobo. El 2017 va ser fundada una escola de samba en el barri la Renascer de Vaz Lobo. El bari també va ser punt final de diverses línies de tramvies a l'inici del segle xx.
L'actriu Glória Pires ja va gravar un comercial a Vaz Lobo. Aquesta actriu, va néixer i va ser criada en el barri. Una altra personalitat, que vivia al barri, és la ex-presentadora del Jornal Nacional, de la Rede Globo, Fátima Bernardes. La seva família es va traslladar després al barri de Méier.

## Cinema Vaz Lobo
L'antic Cinema de Vaz Lobo és el principal símbol del barri i va ser construït en 1941 per l'immigrant portuguès Antônio Mendes Monteiro que, en 1939, va adquirir una àrea triangular, fronterera amb Largo, entre l'actual Avinguda Vicente Carvalho i el Carrer Oliveira Figueiredo, construint-hi una sala amb capacitat de 1.800 places.
Per a cobrir-lo, es va aixecar una llosa que, a l'època, va ser l'arc més gran del suburbi. L'edifici, d'estil Art déco tardà, valoritzava l'espai urbà de Vaz Lobo (que va ser tirat a terra amb les obres del TransCarioca) per la seva configuració artística, marcant la fesomia del barri.
Va ser inaugurat el 1941 en presència de la llavors primera dama Darci Vargas (esposa de Getúlio Vargas), el cinema es va convertir en un punt de trobada de l'elit carioca i la gran referència cultural del barri.
Amb la decadència dels cinemes de carrer del Rio de Janeiro el Cinema Vaz Lobo va tancar les portes definitivament el 1986.
El 2009 el propietari de l'immoble Antônio Monteiro va morir i va deixar la destinació de l'immoble indefinida, i amb el projecte inicial de la TransCarioca de demolir el local per fer passar el corredor exprés dels autobusos i construir una plaça. Alguns habitants del barri i investigadors locals amb la Secretaria Municipal de Cultura del Rio es van mobilitzar per a impedir la destrucció del patrimoni de l'antic cinema, proposant un altre projecte per al recorregut del corredor del BRT i per a la revitalització del Cinema Vaz Lobo com un Cinema-Teatre.
El recentment creat Institut Històric i Geogràfic Baixada de Irajá (IHGBI) lidera el Moviment Cinema Vaz Lobo, que té per objectiu conservar i recuperar l'edifici i transformar-lo en Centre Cultural d'arts escèniques i audiovisuals.

## Localització
El barri de Vaz Lobo forma part de la regió administrativa de Madureira. Els barris integrants d'aquesta regió administrativa són: Bento Ribeiro, Campinho, Cascadura, Cavalcanti, Engenheiro Leal, Honório Gurgel, Madureira, Marechal Hermes, Oswaldo Cruz, Quintino Bocaiúva, Rocha Miranda i Turiaçu.